# Vanilla somae
Vanilla somae är en orkidéart som beskrevs av Bunzo Hayata. Vanilla somae ingår i släktet Vanilla och familjen orkidéer. Inga underarter finns listade i Catalogue of Life.